# 染野義信
染野 義信（そめの よしのぶ、1918年6月26日 - 2007年）は、日本の法学者。専門は、民事訴訟法・裁判法。日本大学法文学部卒業。日本大学名誉教授。茨城県出身。

## 人物
明治期以降の司法制度の研究で知られ、『講座　日本近代法発達史』（有斐閣）に収められた「司法制度」「裁判制度」は珠玉の業績として影響力をもった。染野の近代司法制度に関する研究業績は、東京大学より法学博士の学位が授与されている。また、日本学術会議会員に選出され、同会議第二部（法学・政治学部門）部長の要職も務めた。『民事訴訟法講義』『破産法講義』（ともに勁草書房）などの著作があり、『口語民事訴訟法』（自由国民社）の監修者でもある。
1992年、勲三等旭日中綬章を受章。